# Maccarese Sud
Maccarese Sud var Roms fyrtioandra zon och hade beteckningen Z. XLII. Zonen Maccarese Sud bildades år 1961 och upplöstes år 1993. 
Maccarese Sud gränsade till Maccarese Nord, Castel di Guido, Ponte Galeria, Fiumicino och Fregene. 

### Webbkällor
- ”Maccarese Sud” (på italienska). La romana toponomastica. Arkiverad från originalet den 23 januari 2020. https://archive.today/20200123114134/https://laromanatoponomastica.weebly.com/maccarese-sud.html. Läst 23 januari 2020.